# Municipio de Jackson (condado de Union, Arkansas)
El municipio de Jackson (en inglés: Jackson Township) es un municipio ubicado en el condado de Union en el estado estadounidense de Arkansas. En el año 2010 tenía una población de 758 habitantes y una densidad poblacional de 5,02 personas por km².

## Geografía
El municipio de Jackson se encuentra ubicado en las coordenadas 33°3′7″N 92°37′33″O / 33.05194, -92.62583. Según la Oficina del Censo de los Estados Unidos, el municipio tiene una superficie total de 151.09 km², de la cual 150,52 km² corresponden a tierra firme y (0,38 %) 0,57 km² es agua.

## Demografía
Según el censo de 2010, había 758 personas residiendo en el municipio de Jackson. La densidad de población era de 5,02 hab./km². De los 758 habitantes, el municipio de Jackson estaba compuesto por el 89,71 % blancos, el 7,92 % eran afroamericanos, el 0,79 % eran amerindios, el 0,26 % eran de otras razas y el 1,32 % eran de una mezcla de razas. Del total de la población el 1,58 % eran hispanos o latinos de cualquier raza.